# Eulophia epidendraea
Eulophia epidendraea är en orkidéart som först beskrevs av J.König och Anders Jahan Retzius, och fick sitt nu gällande namn av Cecil Ernest Claude Fischer. Eulophia epidendraea ingår i släktet Eulophia och familjen orkidéer. Inga underarter finns listade i Catalogue of Life.